# Mens Sana Basket 2009-2010
Questa voce raccoglie le informazioni riguardanti la Mens Sana Basket nelle competizioni ufficiali della stagione 2009-2010.

## Stagione
La stagione 2009-2010 della Mens Sana Basket, sponsorizzata Montepaschi, è la 24ª nel massimo campionato italiano di pallacanestro, la Serie A.
All'inizio della nuova stagione la Lega Basket decise di modificare il regolamento riguardo al numero di giocatori stranieri da schierare contemporaneamente in campo. Si potevano iscrivere a referto 6 giocatori stranieri di cui massimo 3 non appartenenti a Paesi appartenenti alla FIBA Europe.

## Roster
Aggiornato al 18 dicembre 2021.
| Montepaschi Siena 2009-10 | Montepaschi Siena 2009-10 |
| Giocatori                 | Staff tecnico             |
| ------------------------- | ------------------------- |

| N. | Naz.                                                     | Ruolo | Nome                | Anno | Alt.   | Peso   |  |
| -- | -------------------------------------------------------- | ----- | ------------------- | ---- | ------ | ------ |  |
| 4  | Stati Uniti (bandiera) · Bosnia ed Erzegovina (bandiera) | G     | Henry Domercant     | 1980 | 193 cm | 95 kg  |  |
| 5  | Stati Uniti (bandiera)                                   | P     | Terrell McIntyre    | 1977 | 175 cm | 81 kg  |  |
| 6  | Grecia (bandiera)                                        | PG    | Nikos Zīsīs         | 1983 | 197 cm | 94 kg  |  |
| 7  | Italia (bandiera)                                        | P     | Lorenzo D'Ercole    | 1988 | 190 cm | 88 kg  |  |
| 8  | Nigeria (bandiera) · Italia (bandiera)                   | C     | Benjamin Eze        | 1981 | 208 cm | 115 kg |  |
| 9  | Italia (bandiera)                                        | G     | Marco Carraretto    | 1977 | 197 cm | 86 kg  |  |
| 10 | Rep. Centrafricana (bandiera)                            | GA    | Romain Sato         | 1981 | 195 cm | 93 kg  |  |
| 11 | Slovenia (bandiera)                                      | C     | Uroš Slokar         | 1983 | 210 cm | 115 kg |  |
| 12 | Lituania (bandiera)                                      | AC    | Kšyštof Lavrinovič  | 1979 | 210 cm | 115 kg |  |
| 14 | Italia (bandiera)                                        | AC    | Tomas Ress          | 1980 | 208 cm | 103 kg |  |
| 15 | Georgia (bandiera) · Italia (bandiera)                   | AG    | Nik'a Met'reveli    | 1991 | 211 cm | 101 kg |  |
| 16 | Stati Uniti (bandiera) · Georgia (bandiera)              | P     | Shammond Williams   | 1975 | 185 cm | 93 kg  |  |
| 17 | Stati Uniti (bandiera)                                   | AP    | David Hawkins       | 1982 | 195 cm | 95 kg  |  |
| 18 | Italia (bandiera)                                        | C     | Denis Marconato     | 1975 | 211 cm | 115 kg |  |
| 19 | Italia (bandiera)                                        | G     | Giovanni Severini   | 1993 | 195 cm | 80 kg  |  |
| 20 | Stati Uniti (bandiera) · Italia (bandiera)               | AC    | Shaun Stonerook (C) | 1977 | 201 cm | 109 kg |  |

| Allenatore                                                                                   |
| - Simone Pianigiani                                                                          |
| Assistente/i                                                                                 |
| - Luca Banchi - Alessandro Magro Legenda - (C) Capitano - (IN) Inattivo - Infortunato Roster |

## Mercato

### Sessione estiva
| Acquisti | Acquisti         | Acquisti            | Acquisti      | Acquisti |
| R.a      | Nome             | da                  | Modalità      |          |
| -------- | ---------------- | ------------------- | ------------- | -------- |
| PG       | Nikos Zīsīs      | CSKA Mosca          | definitivo    |          |
| C        | Denis Marconato  | Olimpia Milano      | definitivo    |          |
| AP       | David Hawkins    | Olimpia Milano      | definitivo    |          |
| P        | Lorenzo D'Ercole | Amici Pall. Udinese | fine prestito |          |
| AP       | David Moss       | Teramo Basket       | definitivo    |          |
| G        | Marco Portannese | Sutor Montegranaro  | fine prestito |          |

| Cessioni | Cessioni          | Cessioni           | Cessioni       | Cessioni |
| R.       | Nome              | a                  | Modalità       |          |
| -------- | ----------------- | ------------------ | -------------- | -------- |
| G        | Rimantas Kaukėnas | Real Madrid        | fine contratto |          |
| P        | Morris Finley     | Olimpia Milano     | fine contratto |          |
| C        | Luca Lechthaler   | Sutor Montegranaro | prestito       |          |
| PG       | David Cournooh    | Junior Casale      | prestito       |          |
| AP       | David Moss        | Virtus Bologna     | prestito       |          |
| PG       | Arriel McDonald   |                    | ritirato       |          |
| C        | Stefano Crotta    | Pall. Trieste      | prestito       |          |
| P        | Simone Centanni   | Castelletto Ticino | fine contratto |          |
| G        | Marco Portannese  | Virtus Siena       | prestito       |          |
| C        | Antonio Iannuzzi  | CUS Siena          | prestito       |          |

### Dopo l'inizio della stagione
| Acquisti | Acquisti          | Acquisti         | Acquisti       | Acquisti   |
| R.       | Nome              | da               | Data           | Modalità   |
| -------- | ----------------- | ---------------- | -------------- | ---------- |
| AC       | Uroš Slokar       | Olimpija Lubiana | 9 gennaio 2010 | definitivo |
| P        | Shammond Williams | Murcia           | 6 maggio 2010  | definitivo |

| Cessioni | Cessioni         | Cessioni         | Cessioni        | Cessioni |
| R.       | Nome             | a                | Data            | Modalità |
| -------- | ---------------- | ---------------- | --------------- | -------- |
| AC       | Nik'a Met'reveli | Basket Ferentino | 4 dicembre 2009 | prestito |